# Вулиця Врізана
Вулиця Врі́зана — вулиця у Личаківському районі міста Львів, у місцевості Нове Знесіння. Пролягає на схід від вулиці Ковельської, паралельно до вулиць Черкаської та Гнатевича, завершується глухим кутом.
Вулиця виникла у першій третині XX століття, у складі селища Знесіння. Сучасну назву отримала не пізніше 1930 року. Забудована одноповерховими конструктивістськими будинками 1930-х років та приватними садибами.